# Монтгомъри (окръг, Мисисипи)
Вижте пояснителната страница за други населени места с името Монтгомъри.
Окръг Монтгомъри (на английски: Montgomery County) е окръг в щата Мисисипи, Съединени американски щати. Площта му е 1057 km², а населението - 12 189 души (2000). Административен център е град Уинона.